# Blatnica
Blatnica és un poble i municipi d'Eslovàquia a la regió de Žilina.

## Geografia
El poble es troba a la part central de la regió de Turiec, a la unió de la conca del Turiec i les muntanyes Veľká Fatra. La seva ubicació, on finalitza la vall Blatnica i a la vora del Parc Nacional Veľká Fatra, fa de Blatnica un punt de partida ideal per fer senderisme i ciclisme. El travessen els rierols Blatnický i Gaderský.

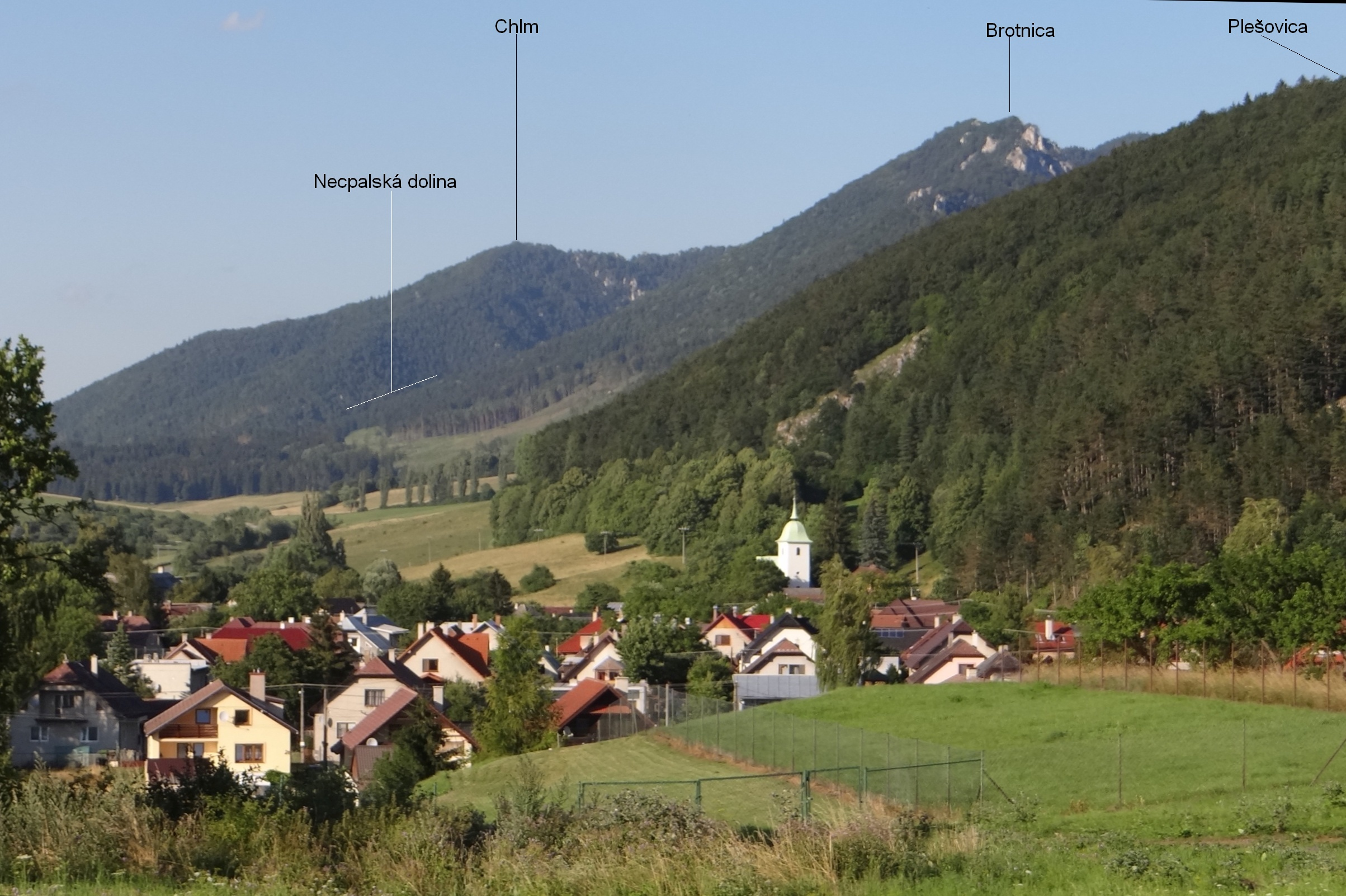
Vista general de Blatnica
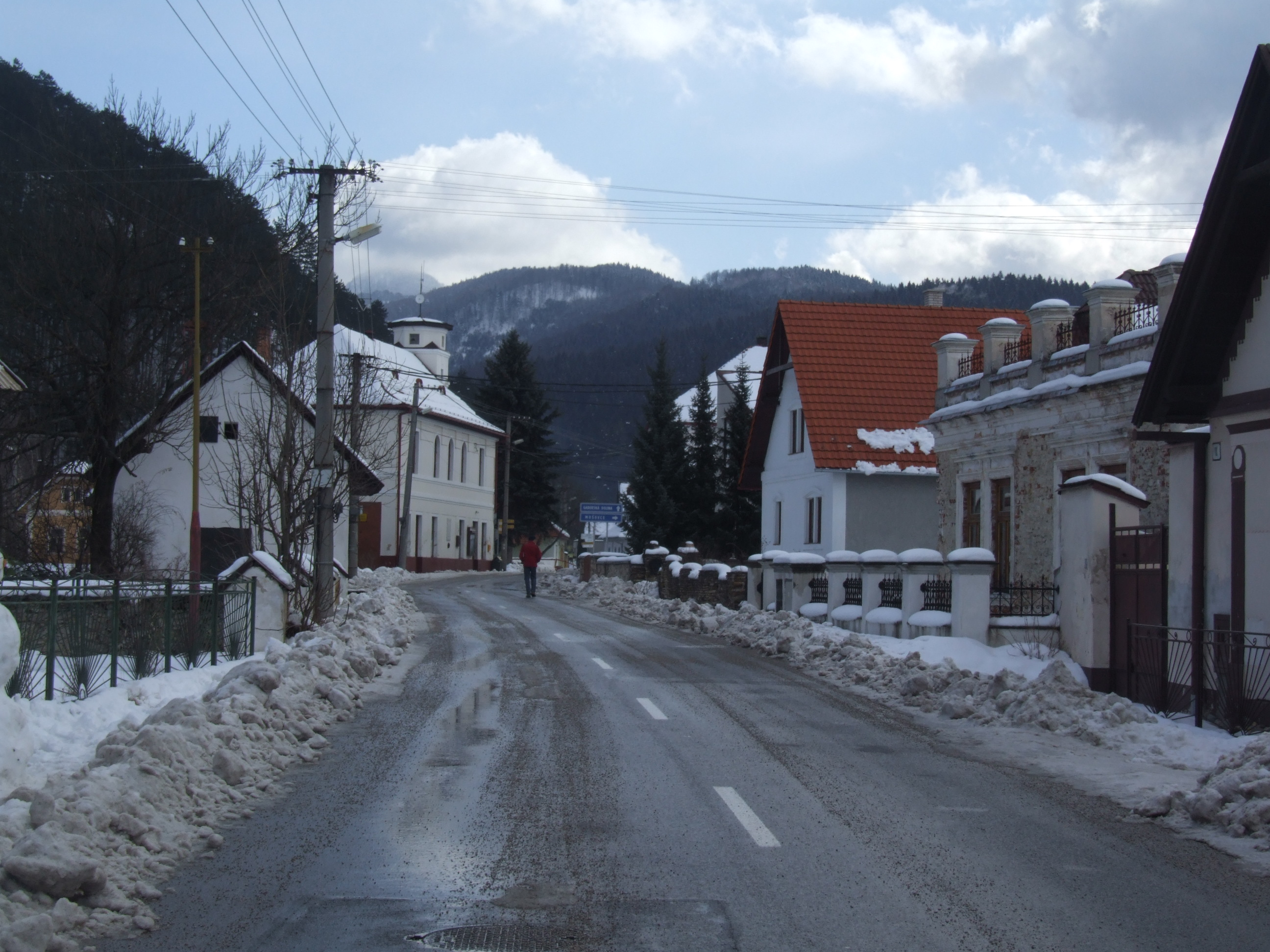
Centre de Blatnica
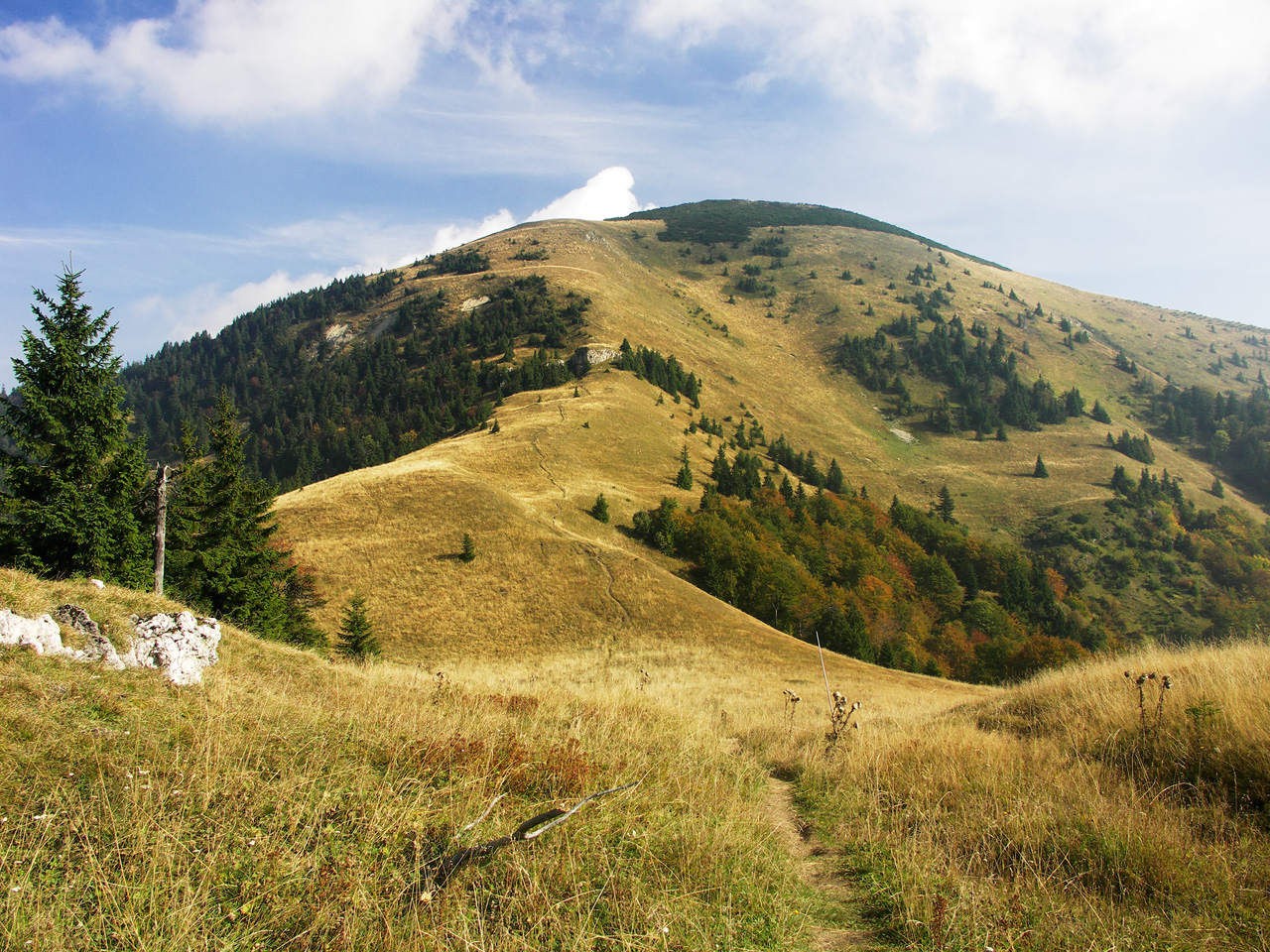
Parc Nacional Veľká Fatra
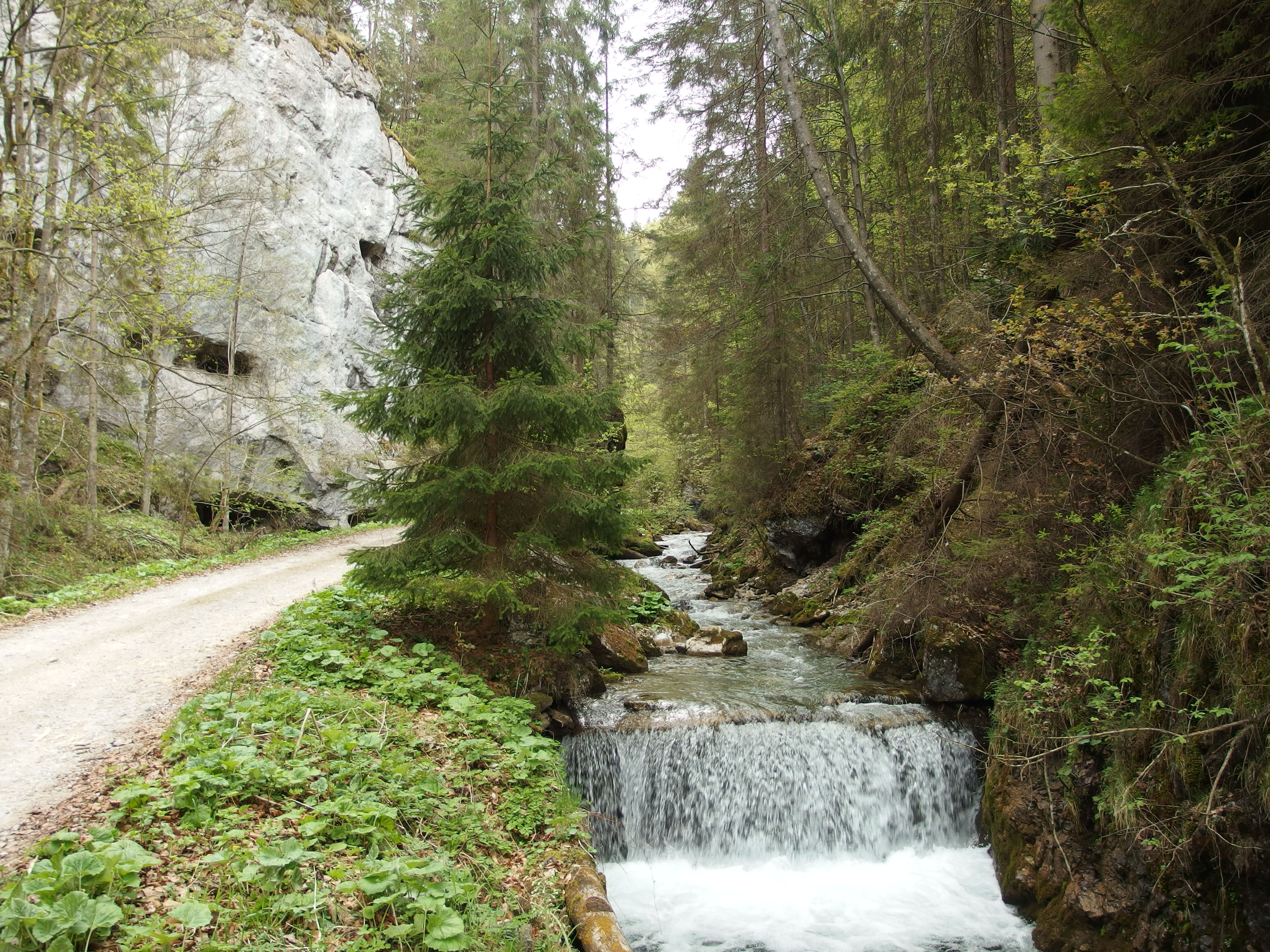
Rierol Gaderský

L'antic poble de Sebeslavce també forma part del poble.

## Història
L'entorn del poble actual ofereix un entorn adequat per viure. A prop hi ha una zona fèrtil una mica ondulada, apta per a l'agricultura, però també boscos profunds amb molta caça, així com coves i congostos profunds, aptes per a refugiar-se en temps de perill.
S'han trobat proves de presència humana del Paleolític superior (mil·lenni v-iv aC) a la cova de Mažarná, als vessants del mont Tlste, sobre el rierol Gaderskýmr. Altres vestigis d'assentament es van trobar a la localitat «Na Záhorí», on es va documentar un sepulcre de la cultura lusaciana de finals del mil·lenni ii aC. i també a la cova sobre el Plešovico, on es va trobar una agulla de bronze. Una fortificació d'un camí important a Plešovici es va convertir en un assentament celta, pertanyent a l'època de La Tène, les muralles del qual s'han conservat fins als nostres dies.
A l'edat mitjana van arribar els eslaus i tota la zona va passar a formar part del Principat de Nitra. D'aquesta època prové la rara troballa de la tomba del noble de la Gran Moràvia, on es va trobar l'espasa de Blatnica (Blatnický meč). Les troballes arqueològiques de l'església romànica de Sebeslavce, just a sota del castell de Blatnica, daten de finals del segle xi. Els textos més antics que fan referència sobre el territori de Blatnica (l'assentament actual de Sokolčie) provenen del regnat del rei Kálmán I d'Hongria, i el poble va ser esmentat per primera vegada a la primera meitat del segle xiii. A finals d'aquest segle es va acabar el nucli del castell de Blatnica, que custodiava una important carretera de Ponitria a Orava i Liptov, anomenada més tard Magna via. La ruta es va desplaçar més tard cap a l'oest i el castell i el poble van perdre importància, i Blatnica es va convertir en un poble de serfs. La sort dels habitants depenia dels propietaris del castell i de la casa pairal (Blatnický kaštieľ), que sovint canviaven de propietaris. Des de 1414, la casa pairal pertanyia a la família Pongrác de Liptovský Mikuláš i després a diversos altres, fins que el 1539 la família Révai es va convertir en senyors de Blatnica. Durant aquest període, el poble ja comptava amb el seu propi alcalde.
Durant els temps difícils de la segona meitat del segle xvi, amb l'arribada dels jesuïtes a la regió de Turiec, es va estendre el cultiu de l'oli, aprofitant els efectes curatius de les plantes locals.
Al segle xviii, més de 100 llars només a Blatnica es vivien de la producció i venda d'oli, i els fabricants d'oli de Turiec eren coneguts als països del voltant. Hi havia famílies que tenien les seves botigues obertes a l'Extrem Orient de Rússia (per exemple, Duchajovci, Ľuptákovci o Haľamovci). La prosperitat i el progrés relacionats amb el comerç va donar lloc a la preferència per les cases de pedra i maó, que van suportar millor el risc d'incendis freqüents. La família Prónai (Prónayovcov), que inicialment va servir a la família Révai (Révaiovcom), va entrar a la història del poble, i poc a poc també va construir una casa pairal (Prónaiovská kúria). Prova de la prosperitat del poble al segle xviii van ser de dos molins, una taverna i una serradora; al contrari, el castell va caure en mal estat i tot i que encara servia d'habitatge, i va anar decaint. El 1785, Blatnica tenia 1015 habitants i era seu d'un dels quatre districtes del comtat de Turčianska i, per tant, pertanyia als grans municipis.
El 1912, Daniel i Jaroslav Siakeľ van marxar als Estats Units d'Amèrica durant l'onada d'emigració, i van ser coneguts com els cineastes que van filmar la primera pel·lícula eslovaca, Janošíka (1921).
Al segle xx es van construir noves carreteres, el subministrament públic d'aigua, l'electricitat, la línia telefònica, els autobusos van començar a circular, i els residents van poder passar més temps practicant esport i cultura. Es van establir el teatre, la biblioteca, el jardí botànic i el Museu Etnogràfic Karol Plicka. En l'actualitat, Blatnica és un municipi modern amb construcció d'habitatges individuals en desenvolupament.

## Demografia
| Godina             | 1994 | 2004   | 2014   | 2024    |
| ------------------ | ---- | ------ | ------ | ------- |
| Nombre de persones | 856  | 875    | 911    | 1074    |
| Diferència         |      | +2,21% | +4,11% | +17,89% |

| Godina             | 2023 | 2024   |
| ------------------ | ---- | ------ |
| Nombre de persones | 1081 | 1074   |
| Diferència         |      | −0,64% |

## Edificis i construccions
- El Castell de Blatnica (Blatnický hrad) va ser esmentat per primera vegada per escrit l'any 1300. El 1539 el castell va ser donat a la família Révai pel rei Ferran I, que va ser la propietària durant els segles següents. Va estar habitat fins al 1790, quan va ser afectat per un incendi i roman abandonat des de llavors.[2]

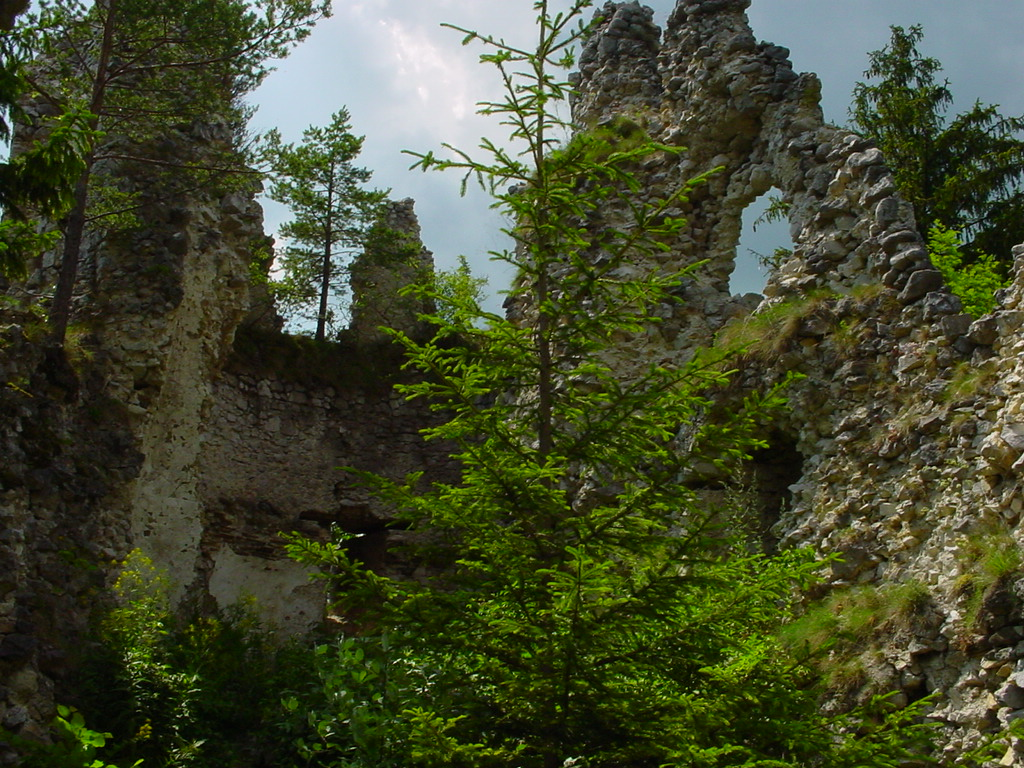
Castell de Blatnica
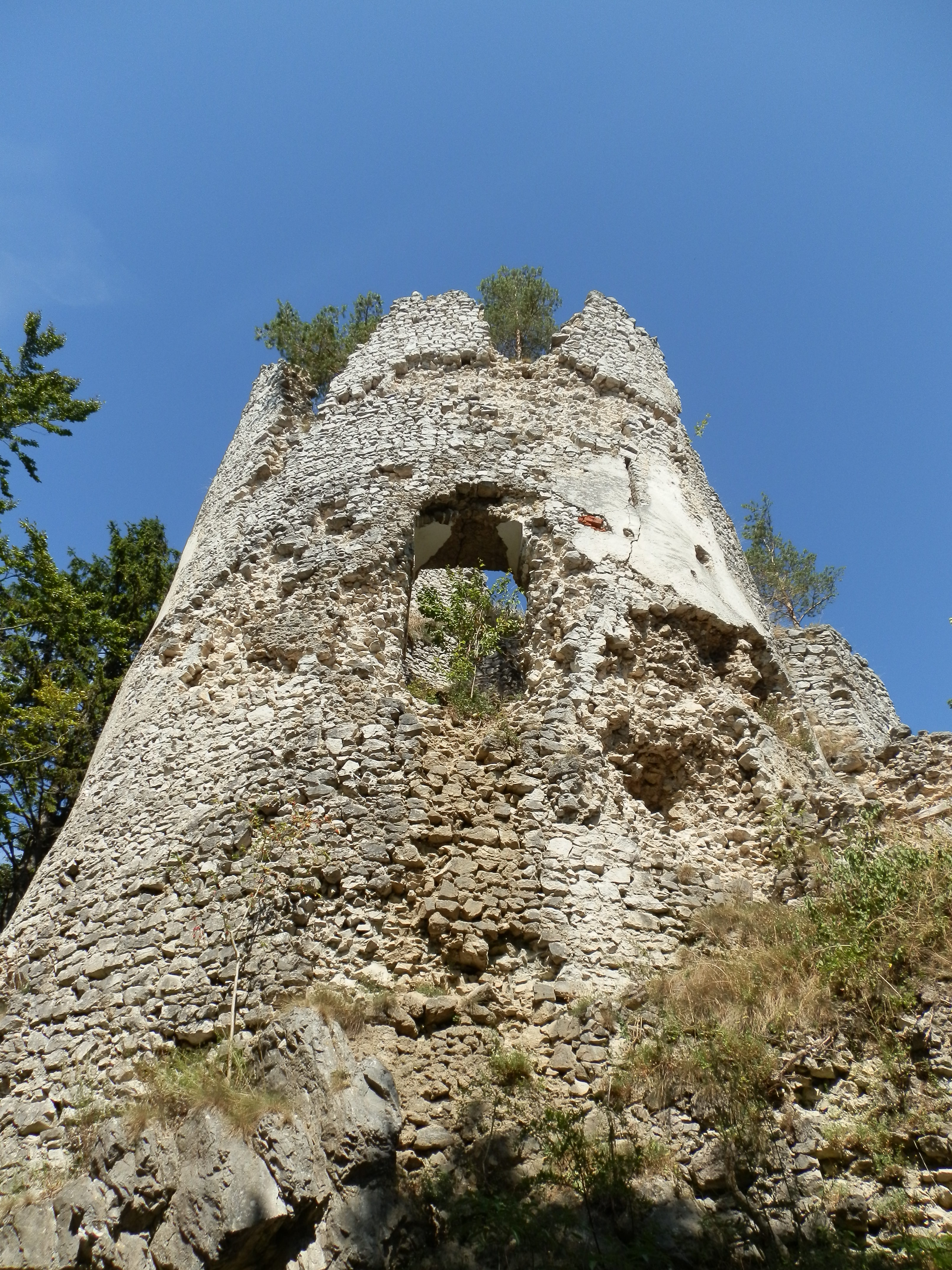
Castell de Blatnica
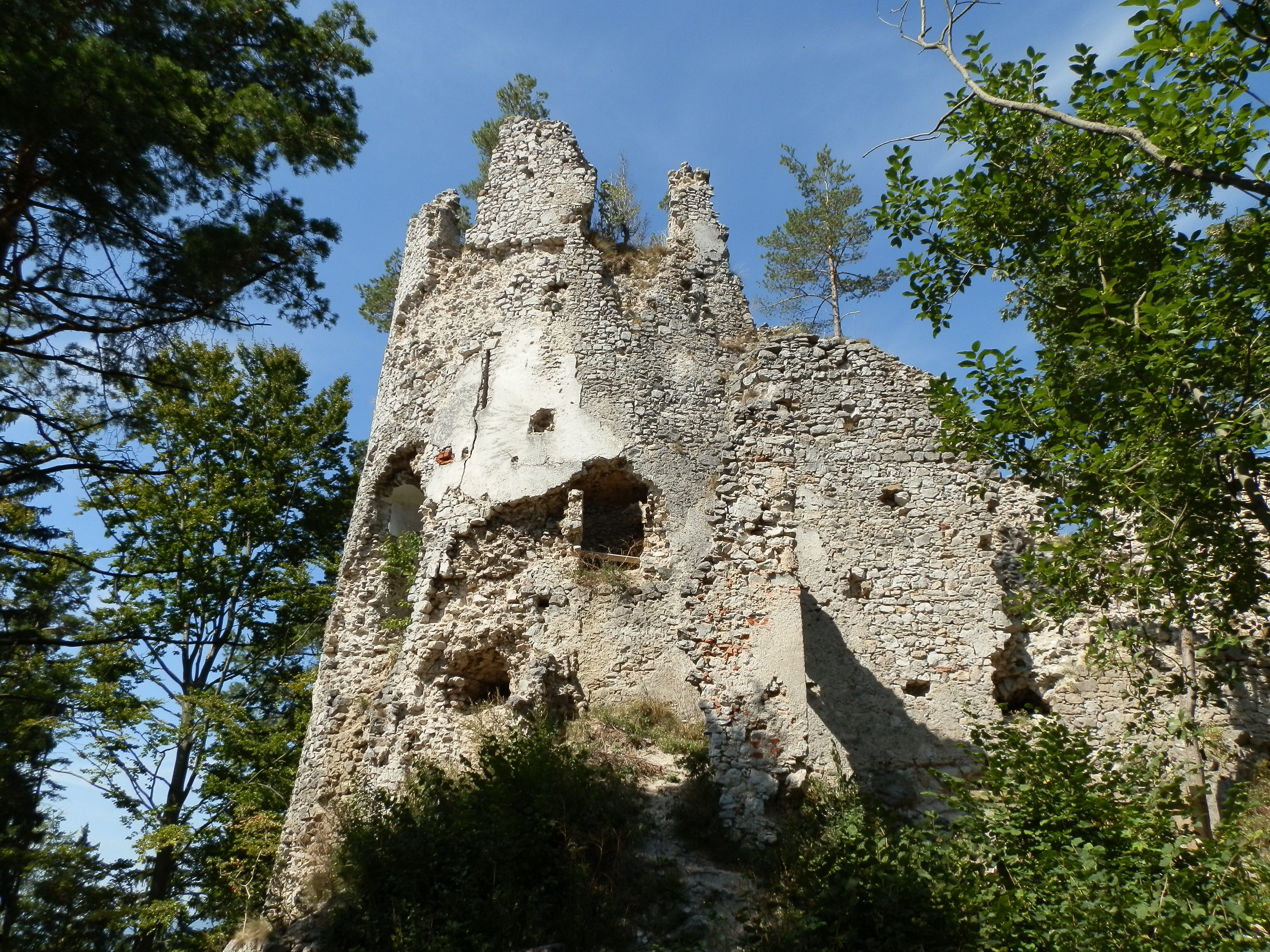
Castell de Blatnica

- La Casa pairal de Blatnica (Blatnický kaštieľ) és un edifici aïllat de dues plantes que tenen fomra de lletra L de mitjans del segle xvii. Es troba en una posició cèntrica, al mig del poble. La casa pairal va patir una important reconstrucció entre la meitat i finals del segle xviii (ala nord-oest), que li va donar l'aspecte actual barroc tardà. Les façanes són relativament austeres, el portal amb finestres està decorat amb una cornisa. Conté portes barroques ben conservades. Les finestres també disposen de persianes, senzilles al primer pis i complementades al segon pis amb una cornisa sobre cada finestra. L'eix central de la façana s'accentua amb finestres amb cornises en forma d'arc de mig punt. El sostre original de la casa pairal era de mansarda, coberta amb teules. Les habitacions són adovellades amb volta de canó amb trams i passadissos amb volta de creuer. Després de 1945, la casa pairal es va convertir en diverses unitats d'habitatge. A la dècada del 1980, el Centre de Producció d'Art Popular va plantejar la creació d'una exposició a la casa pairal, però la reforma per a la seva restauració no es va acabar mai i la casa pairal es troba en estat de deixadesa.[3]

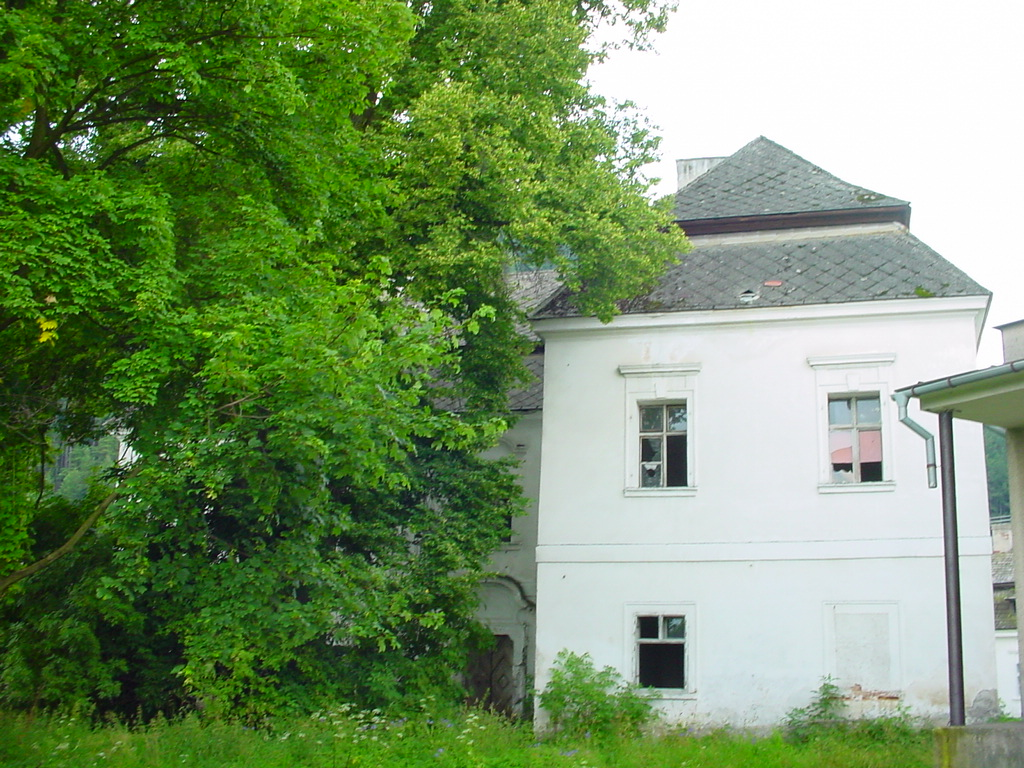
Vista de la casa pairal de Blatnica, d'estil barroc-classicista
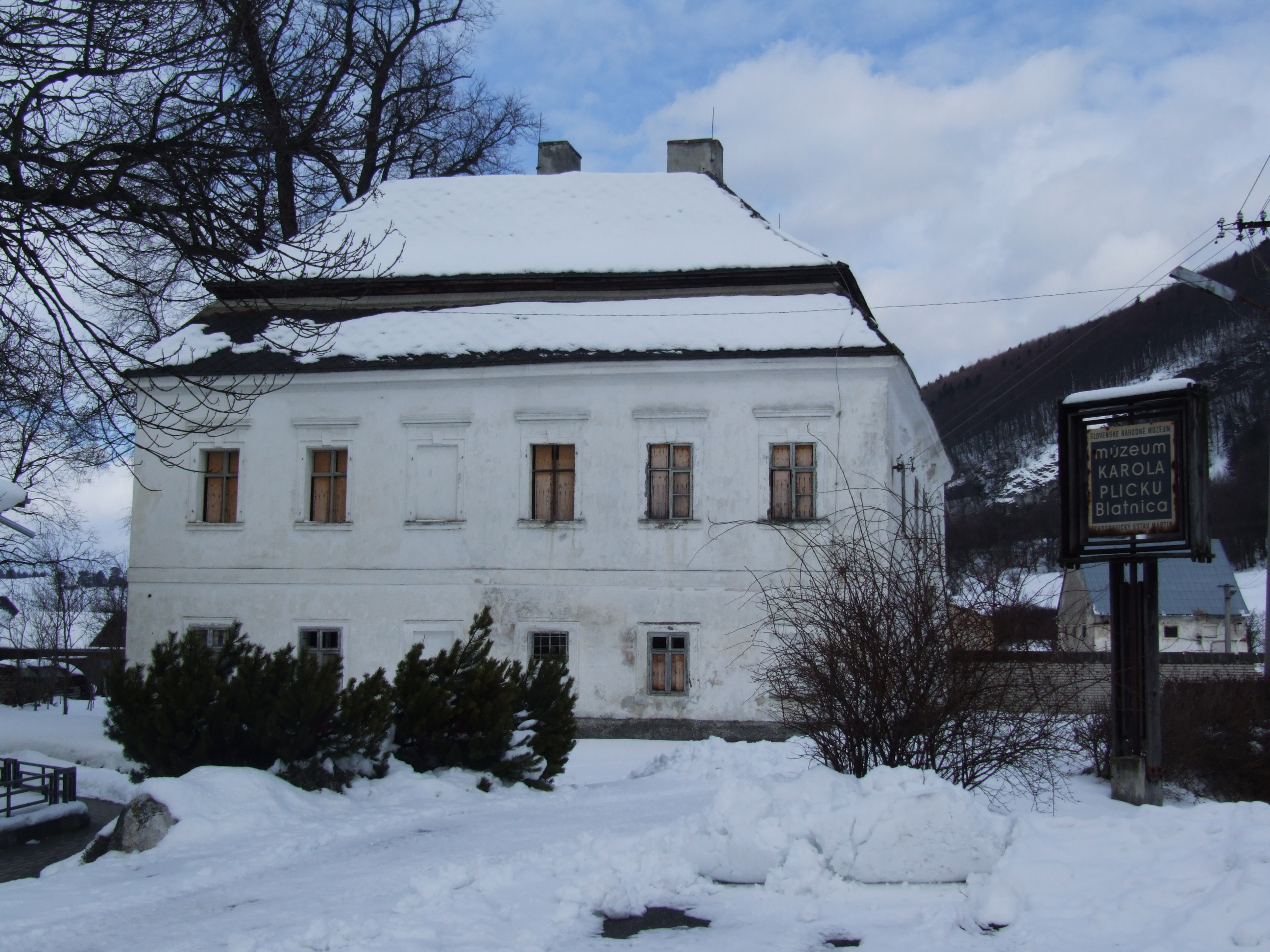
Vista de la casa pairal, on es pot veure a la dreta un cartell que indica que és un edifici protegit

- La Casa pairal de la famíla Prónai (Prónaiovská kúria) és un edifici d'una sola planta d'estil barroc-classicista de planta rectangular de l'últim quart del segle xviii. Es troba davant de la casa pairal de Blatnica. Segurament va ser construït sobre l'emplaçament d'un edifici més antic que data del segle xvi, del qual s'ha conservat el soterrani. L'element dominant és un pòrtic amb cúpula, sostingut per sis columnes amb capitells compostos. Aquest element arquitectònic singular va ser construït per Gabriel III Prónai l'any 1836, com indica una inscripció amb un cronograma al pòrtic.[4] A la casa pairal hi ha un museu dedicat al fotògraf eslovac Karol Plicka on s'exposa la seva obra.[5]

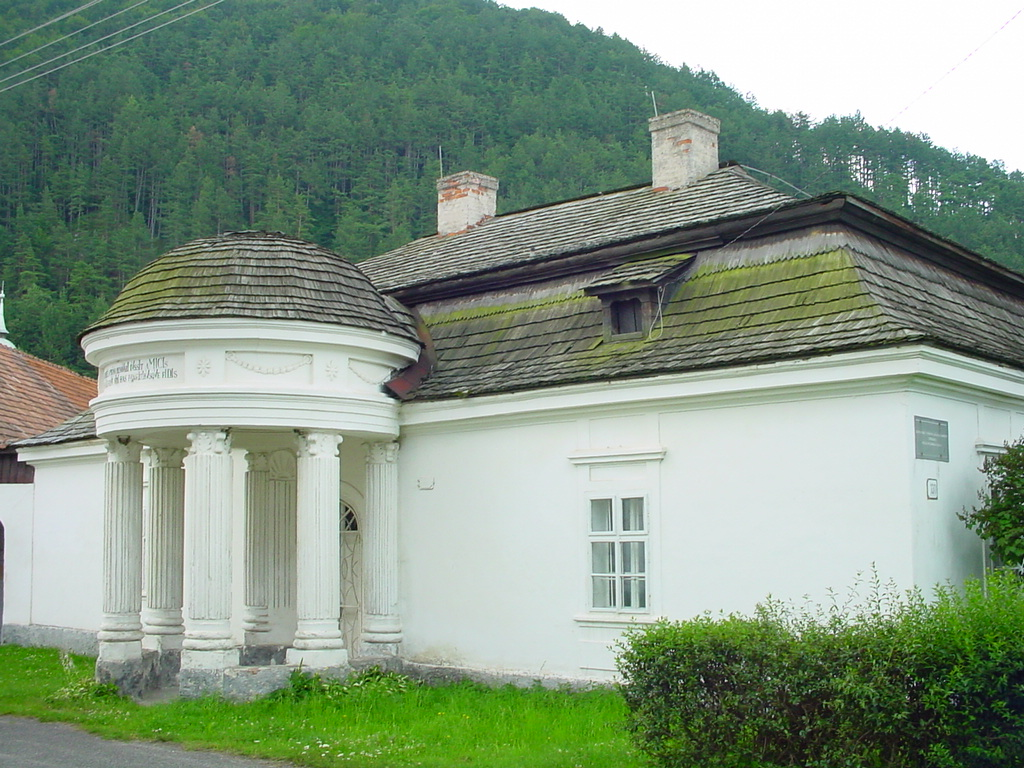
Entrada de la casa pairal de la família Prónai, on es troba el Museu Karol Plicka
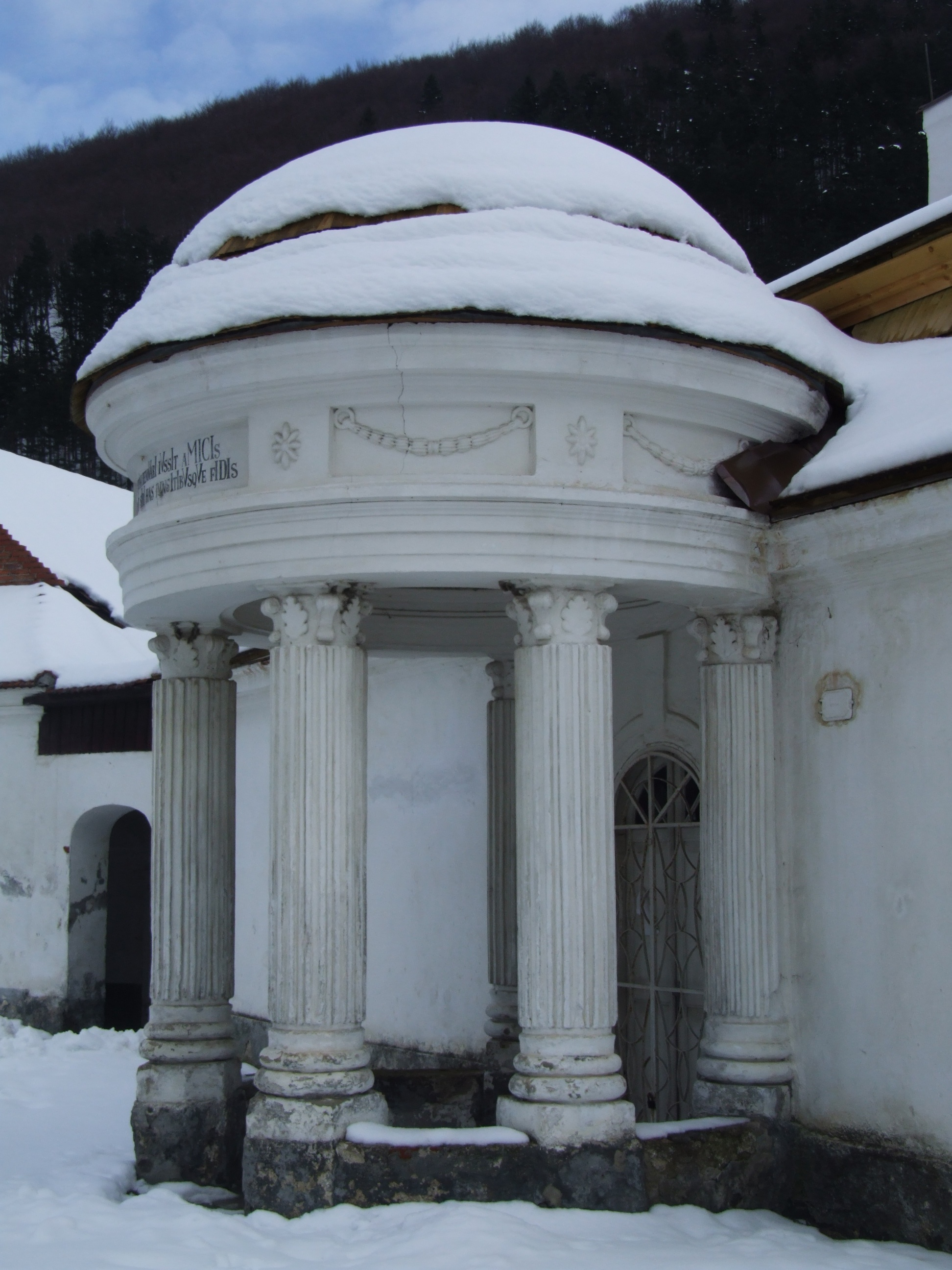
Pòrtic de la casa pairal

- L'Església evangèlica (Evanjelický kostol) és un edifici tolerant d'una sola nau amb una planta rectangular amb un cancell del 1786, amb una torre que es va afegir l'any 1817. Va ser ampliat a la zona de l'altar l'any 1838. El disseny d'interiors porta elements de l'arquitectura vernacular. Hi ha un matroneu de fusta en tres parts. L'altar és d'estil barroc tardà-classicista, de l'època de la fundació de l'església. La pila baptismal és classicista del 1838. Les façanes de l'església són llises, la torre està acabada amb un sostre campaniforme.[6]

- L'Església catòlica romana de Sant Andreu (Rímskokatolícky kostol svätého Ondreja), situada a la part de Sebeslavce, és un edifici d'una sola nau originàriament gòtic amb un extrem poligonal del presbiteri, sense torre, del segle xiii. Paral·lelament a la desaparició del poble de Sebeslavce, la importància de l'església va disminuir i durant el segle xviii, i el primer terç del segle xix va quedar en desús i en ruïnes. L'edifici actual és un edifici d'estil classicista amb un extrem rectangular del presbiteri, sense torre. Va ser creat a partir de les restes de l'edifici original per iniciativa dels barons Ján i Juraj Révai. De l'etapa gòtica s'ha conservat el portal original en forma d'arc apuntat. El mobiliari de l'església és rústic, de l'època de la reconstrucció classicista de l'església. Hi ha una imatge penjada de Sant Andreu (svätého Ondreja) de fusta. Fins a finals del segle xx es celebraven misses, però actualment està tancada al públic. Darrere de l'església hi ha les restes d'un cementiri. L'església té façanes llises amb finestres tèrmiques, i la teulada està adornada amb una petita torre de campanar.[7]

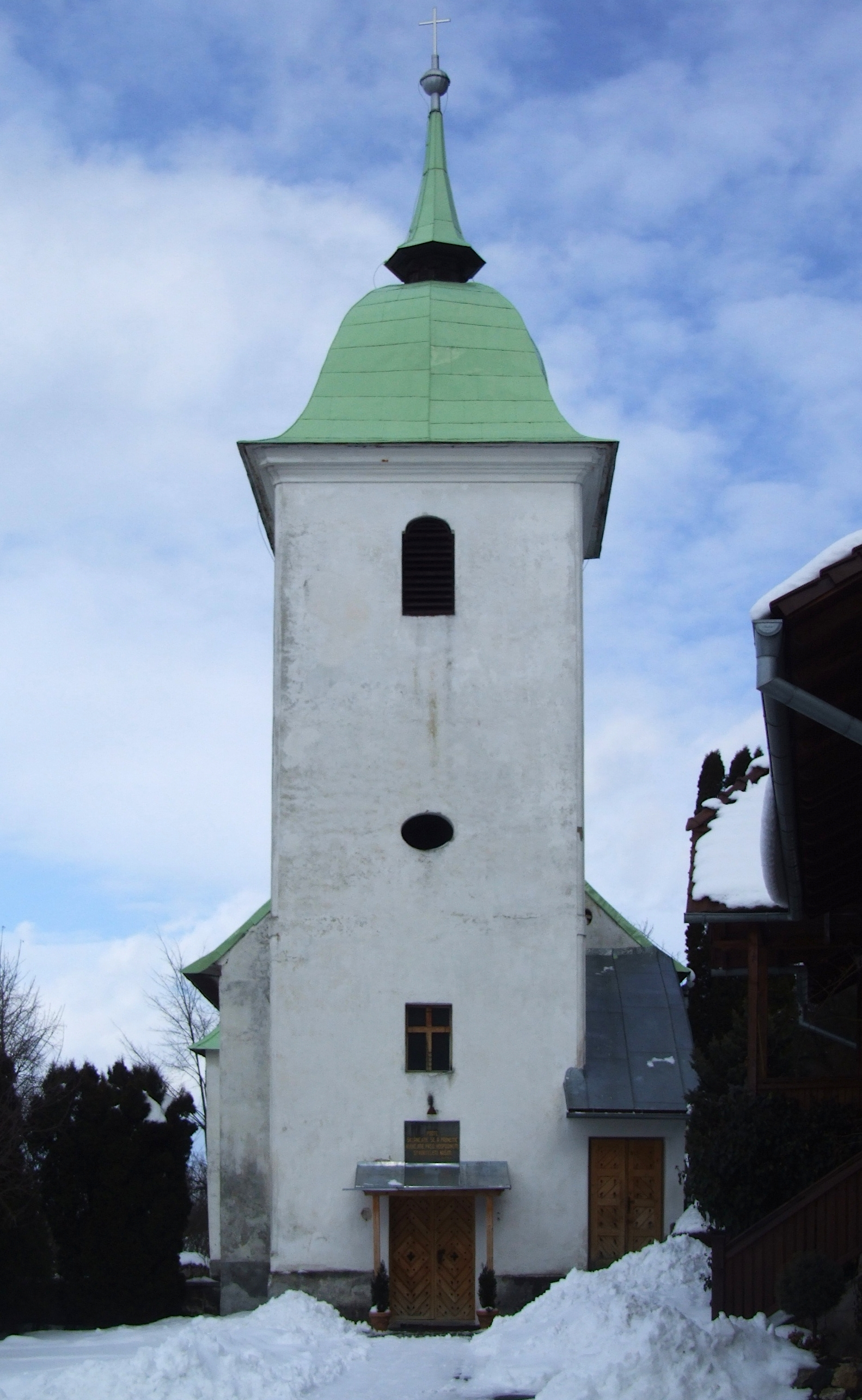
Església evangèlica
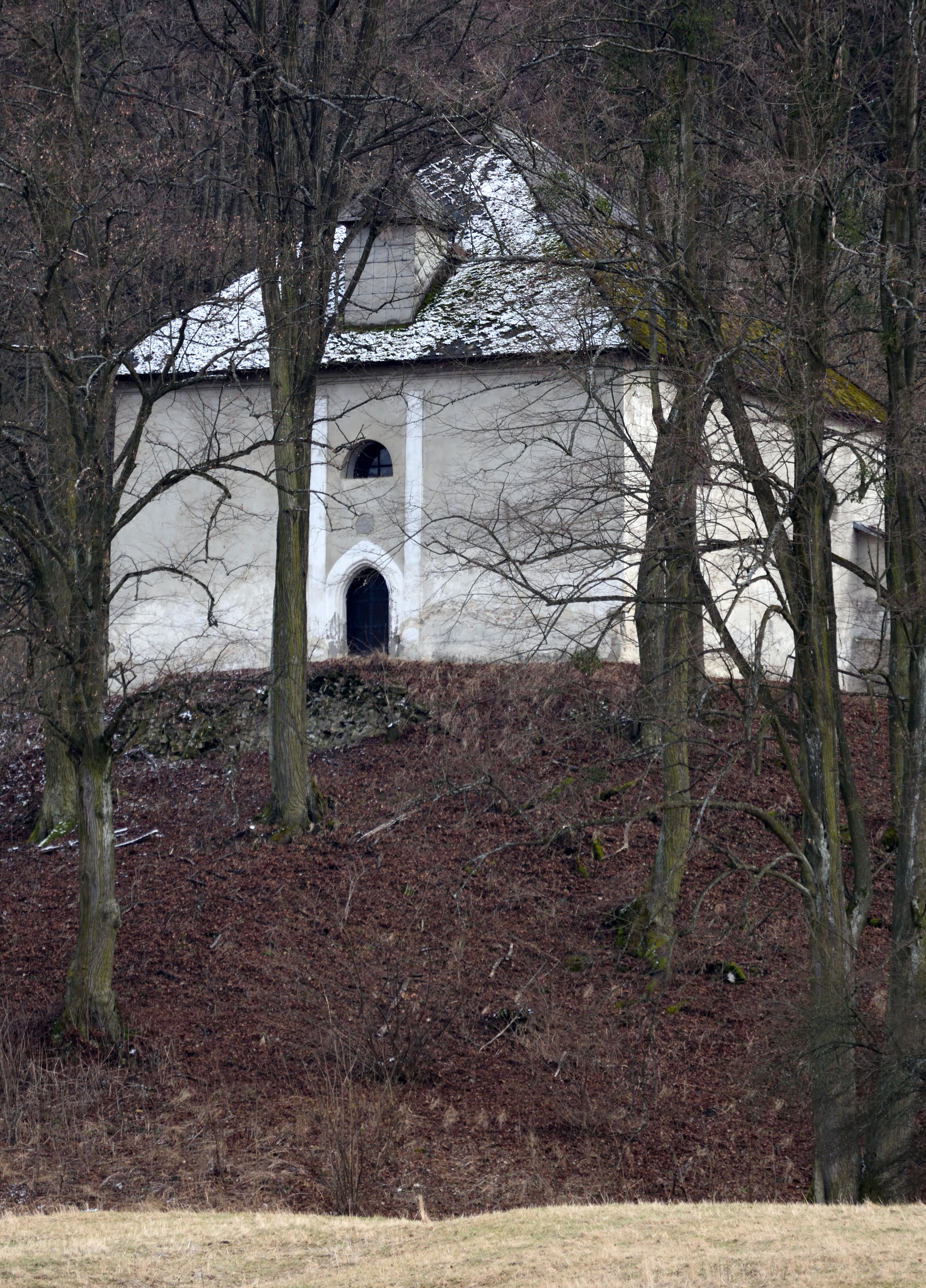
Església catòlica de Sant Andreu

- El Campanar de poble (Dedinská zvonica) és un edifici de maó de planta quadrada amb teulada de teules de la segona meitat del segle xviii. L'edifici té façanes llises, el sostre és cobert amb teules d'on sobresurt una petita torre de fusta amb casc barroc i arcs ressonants tribolats.[8]

## Dades d'interès
- L'espasa de Blatnica (Blatnický meč) és una espasa del segle viii que pertanyia a un guerrer de les files de l'alt rang de l'antiga noblesa eslovaca. L'espasa estava feta d'acer de Damasc i forjada de manera tradicional amb carbó vegetal. El seu mànec és d'argent, daurat amb or de 24 quirats i té rubí vermell. El pagès que va trobar l'espasa al segle xix prop de Sebeslavce la va lliurar al comte Révai de Blatnica, qui la va donar al Museu de Budapest, on encara avui es conserva. L'última vegada que els eslovacs van poder veure l'espasa de Blatnica original va ser l'any 2002 durant l'exposició «Europa central al voltant de l'any 1000» al castell de Bratislava. Es mostra una còpia al Museu Nacional Eslovac a l'exposició sota el castell.
- Els germans Siakelov van filmar el la primera pel·lícula eslovaca, Jánošík (1921), a Blatnica i les seves valls adjacents.

## Personalitats destacades de Blatnica

### Nascuts a Blatnica
- Michal Kyseľ (* 1788 – † 1871), organista, fabricant de pianos i professor.
- Ľudovít Michal Šoltés (* 1837 – † 1915), empresari, economista i treballador cultural.
- Matúš Dula (* 1846 – † 1926), polític, president del Consell Nacional Eslovac i copresident de Matica slovenská.
- Ján Duchaj (* 1869 – † 1954), terratinent i polític.
- Jaroslav Siakeľ (* 1896 – † 1997), director de cinema.
- Milutín Bágeľ (* 1902 – † 1989), sacerdot evangèlic, dignatari de l'església i funcionari públic.
- Maša Haľamová (* 1908 – † 1995), poetesa i escriptora de literatura infantil.
- Vladimír Bágeľ (* 1908 – † 1974), treballador de ràdio, traductor i pedagog.

### Persones que van viure a Blatnica
- Tobiáš Masník (* 1640 – † 1697), escriptor, mestre i sacerdot evangèlic (va treballar al castell de Blatnický).
- Ján Kožehuba (* 1847 – † 1918), pedagog i publicista.
- Izabela Textorisová (* 1866 – † 1949), la primera botànica eslovaca.
- Oľga Textorisová (* 1880 – † 1938), pedagoga i escriptora.
- Karol Plicka (* 1894 – † 1987), fotògraf (el museu del qual encara es troba al poble).